# Hermann Aron
Hermann Aron (Kępno, 1º ottobre 1845 – Berlino, 29 agosto 1913) è stato un fisico tedesco.
Si occupò specialmente di elettrotecnica e misure elettriche.
Famoso per il metodo di misura della potenza elettrica dei sistemi trifase, anche dissimmetrici e squilibrati, denominato in suo onore "Inserzione Aron".

## Biografia
Hermann Aron nacque in una piccola città ebrea della provincia di Posen Germania. 
Suo padre, commerciante e maestro di coro, volle che studiasse le sacre scritture ebraiche, ma alcuni parenti benestanti fecero pressione affinché il giovane dotato di talento studiasse all'università. Così nel 1862, il sedicenne venne mandato al gymnasium di Colonia e, dopo la maturità conseguita nel 1867, all'Università di Berlino.
Aron cominciò a studiare medicina ma ben presto cambiò indirizzo iscrivendosi alla facoltà di Matematica e Scienze Naturali. Fra i suoi professori si annoverano famosi ricercatori quali il matematico Karl Weierstrass o gli scienziati Heinrich Wilhelm Dove e August Wilhelm von Hofmann. 
Nel 1870 Aron decise di continuare gli studi all'Università di Heidelberg dove ebbe l'occasione di frequentare le lezioni di Hermann von Helmholtz e Gustav Kirchhoff.
Aron ereditò il suo sapere da ricercatori che appartennero alla storia iniziale della leggendaria Fisica berlinese. Di sé stesso affermò: 
Dopo la laurea, nel 1872, tornò a vivere a Berlino e divenne assistente presso il Laboratorio di Fisica dell'Accademia dei Mestieri. Nel 1873 ottenne una promozione dall'Università di Berlino dove nel 1876 si abilitò con un lavoro sulle misure elettriche.
In seguito tenne lezioni come privato docente sul calibro elettrico e insegnò alla Scuola di Artiglieria e Ingegneria, un ente di formazione della milizia prussiana. Qui venne coinvolto in un progetto segreto di armamento, cosa che gli fece conferire, qualche anno più tardi, il titolo di alto funzionario statale segreto. Nello stesso tempo continuava a portare avanti energicamente i suoi esperimenti elettrotecnici. Nel 1883, sul Lago di Wann, riuscì a generare segnali elettromagnetici senza filo metallico.
Nel 1884  fece un'importante scoperta nella sua officina di esperimenti: costruì il contatore elettrico a pendolo, per il quale presto ottenne il brevetto e fondò una grande impresa internazionale.
Morì nel 1913 e, anche se circondato di tutti gli onori, nessuno, quando lo seppellirono nel piccolo cimitero ebreo di Berlin-Weissensee, si sarebbe aspettato che 22 anni dopo, nel 1935, le opere di Aron – ribattezzate nel 1933 Heliowatt – sarebbero state acquistate in blocco dalla Siemens-Schuckert. I figli di Aron dovettero comunque abbandonare la loro città natale e trovarono rifugio in Inghilterra e negli Stati Uniti.